# Bertram Zwerschke
Bertram Zwerschke (* 1956 in Parchim) ist ein deutscher Chorleiter.

## Leben
Zwerschke wurde 1956 in Parchim geboren und erhielt bereits in jungen Jahren Klavier- sowie Gesangsunterricht. 1971 bis 1975 absolvierte er die Spezialklasse für Musik des EOS Gerhart Hauptmann, aus der später das Landesgymnasium für Musik Wernigerode hervorging. Nach einem Studium an der Martin-Luther-Universität, wo er auch Mitglied der Hallenser Madrigalisten war, ging er als Lehrkraft zurück an das Landesgymnasium und übernahm 1981 den Mädchenchor Wernigerode, den er bis 2009 leitete. Anschließend gründete er den Ehemaligenchor Vocalensemble Phonova Wernigerode, der aus ehemaligen Sängerinnen des Rundfunkjugendchors Wernigerode sowie des Mädchenchores besteht. In einer Übergangszeit übernahm er kurzzeitig die Leitung des Rundfunk-Jugendchores Wernigerode. Zwerschke ist weiterhin in Landesverbänden als Juror in der Weiterbildung, Chorleitungsausbildung und Stimmbildung tätig.
Zwerschke führte den Mädchenchor in den 30 Jahren zu großem nationalen sowie internationalen Erfolg und formte den Chor maßgebend. Der Chor erhielt unter seiner Leitung unter anderem einen Sonderpreis für die beste Interpretation eines Volksliedes im 5. Deutschen Chorwettbewerb in Regensburg, gewann die Goldmedaille in der Kategorie 'Gleichstimmige Jugendchöre' der Chorolympiade in Linz und produzierte sechs Tonträger (CDs). Außerdem wurden mehrere Konzertreisen des Mädchenchores durch Frankreich, Schweiz, Schottland oder auch Polen von ihm durchgeführt. Seine dirigentische Laufbahn wurde unter anderem durch Friedrich Krell und Siegfried Bimberg geprägt.

## Diskografie (Ausschnitt)
- Am Weihnachtsbaum Die Lichter Brennen (B.T. Music)[8]
- Der Christbaum Ist Der Schönste Baum (B.T. Music)[8]